# Challenger de Fergana

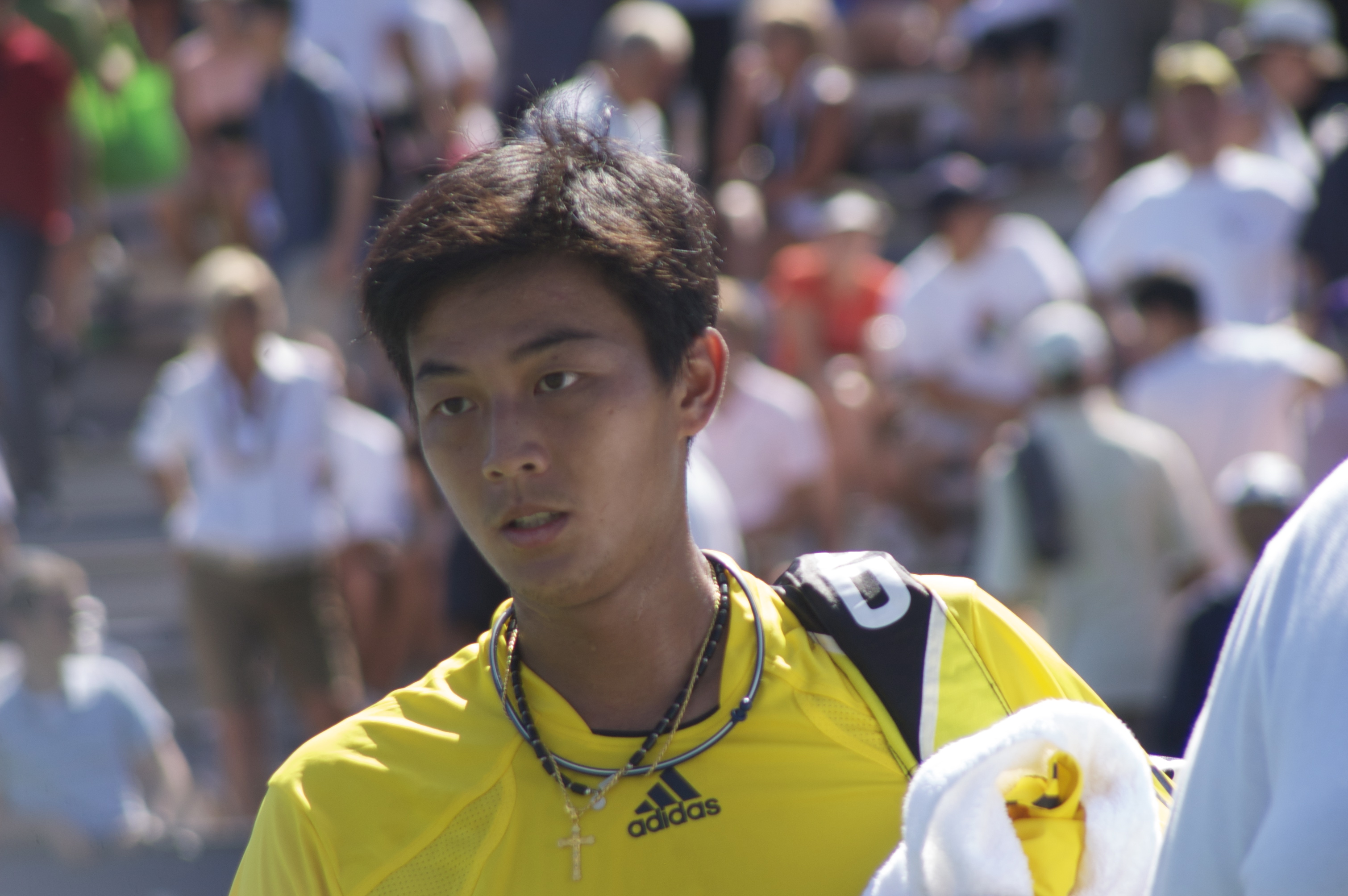
El tenista taiwanés Yen-Hsun Lu campeón en individuales de la edición del año 2005, derrotando al tailandés Danai Udomchoke en la final, y finalista en modalidad dobles

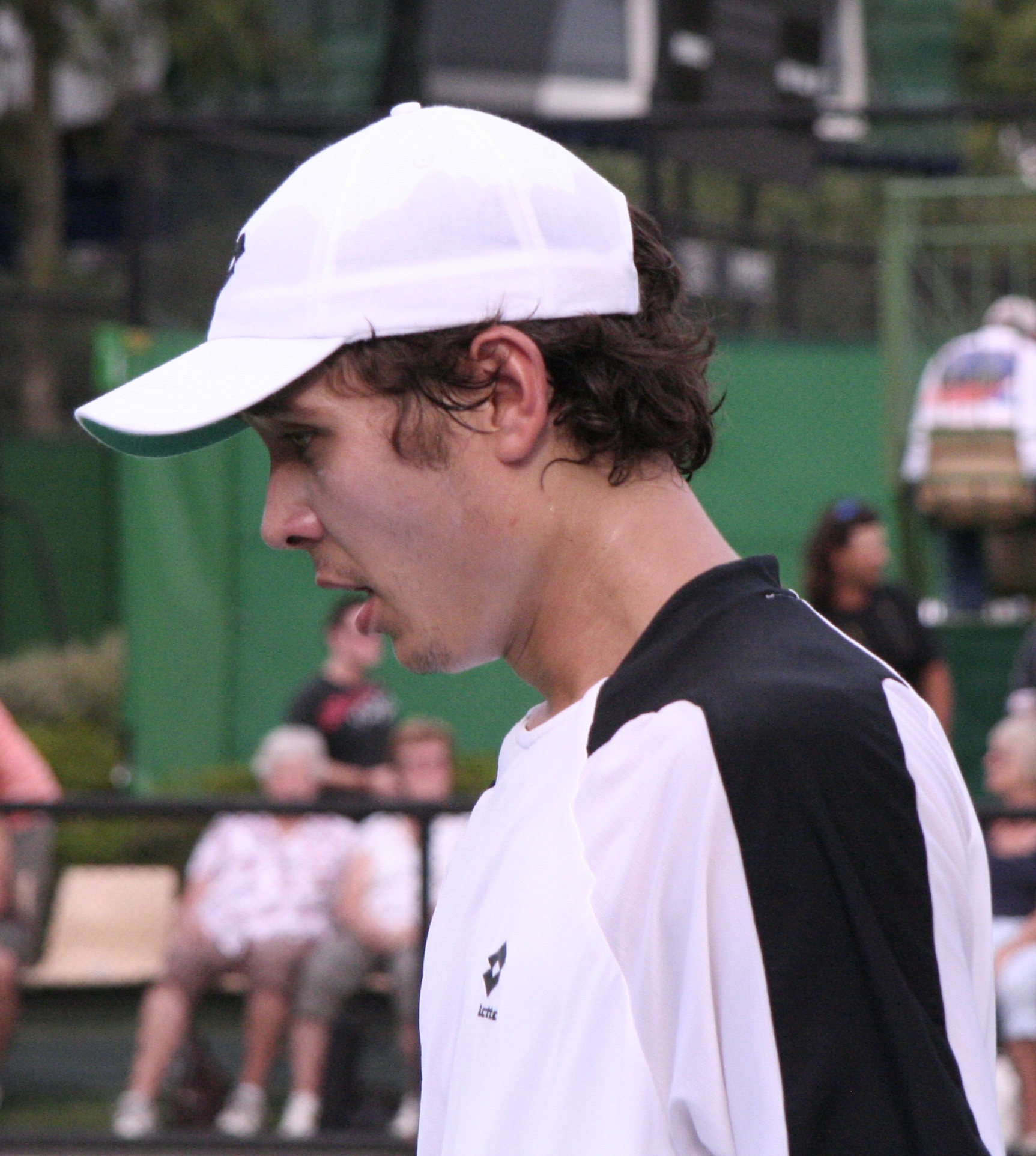
El ruso Igor Kunitsyn disputó dos finales en individuales, en el año 2000 con derrota, y en 2004 victorioso al derrotar a Prakash Amritraj en la final

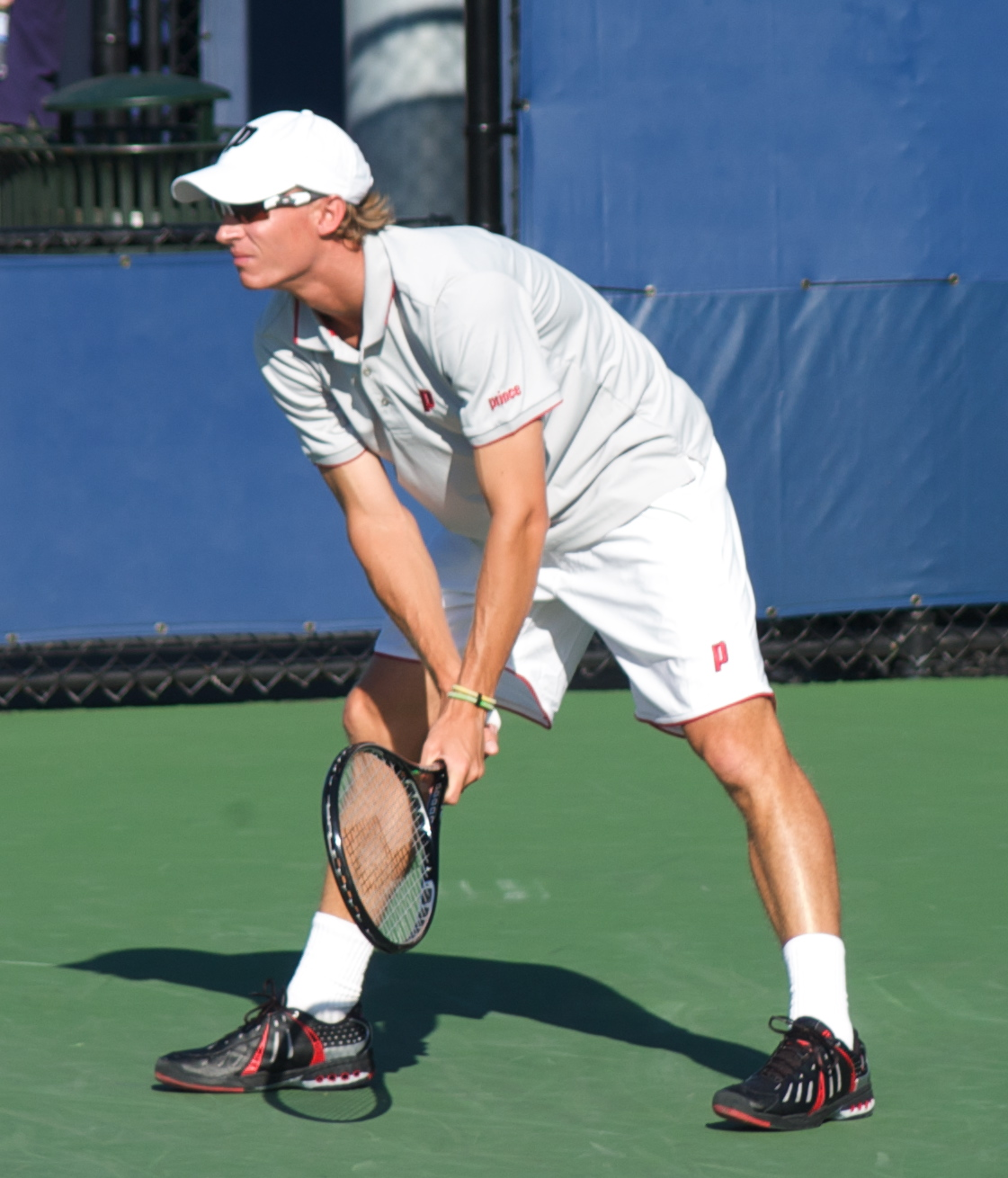
El sudafricano Rik de Voest campeón de dobles en dos ocasiones consecutivas, 2001 y 2002

El Fergana Challenger es un torneo profesional de tenis disputado en pistas duras. Pertenece al ATP Challenger Series. Se juega desde el año 2000 en Fergana, Uzbekistán.

## Palmarés

### Individuales
| Año  | Campeón            | Finalista             | Resultado       |
| ---- | ------------------ | --------------------- | --------------- |
| 2014 | Blaž Kavčič        | Alexander Kudryavtsev | 6-4, 7-68       |
| 2013 | Radu Albot         | Ilija Bozoljac        | 7–69, 63–7, 6–1 |
| 2012 | Yuki Bhambri       | Amir Weintraub        | 6–3, 6–3        |
| 2011 | Dudi Sela          | Greg Jones            | 6–2, 6–1        |
| 2010 | Evgeny Kirillov    | Zhang Ze              | 6–3, 2–6, 6–2   |
| 2009 | Lukáš Lacko        | Samuel Groth          | 4–6, 7–5, 7–64  |
| 2008 | Pavel Šnobel       | George Bastl          | 7–5, 6–3        |
| 2007 | Antony Dupuis      | Pavel Chekhov         | 6–1, 6–4        |
| 2006 | Danai Udomchoke    | Alexander Peya        | 6–0, 6–2        |
| 2005 | Yen-Hsun Lu        | Danai Udomchoke       | 6–1, 7–63       |
| 2004 | Igor Kunitsyn      | Prakash Amritraj      | 6–4, 7–5        |
| 2003 | Tuomas Ketola      | Louis Vosloo          | 6–2, 6–3        |
| 2002 | Jimmy Wang         | Tuomas Ketola         | 6–3, 6–1        |
| 2001 | Ivo Heuberger      | Fredrik Jonsson       | 4–6, 7–5, 6–2   |
| 2000 | Vladimir Voltchkov | Igor Kunitsyn         | 4–6, 6–0, 6–4   |

### Dobles
| Año  | Campeones                             | Finalistas                                 | Resultado               |
| ---- | ------------------------------------- | ------------------------------------------ | ----------------------- |
| 2014 | Sergey Betov Alexander Bury           | Nicolás Barrientos Stanislav Vovk          | 6-76, 7–61, 10-3        |
| 2013 | Farrukh Dustov Malek Jaziri           | Ilija Bozoljac Roman Jebavý                | 6–3, 6–3                |
| 2012 | Raven Klaasen Izak van der Merwe      | Sanchai Ratiwatana Sonchat Ratiwatana      | 6–3, 6–4                |
| 2011 | John Paul Fruttero Raven Klaasen      | Im Kyu-tae Danai Udomchoke                 | 6–0, 6–3                |
| 2010 | Brendan Evans Toshihide Matsui        | Maoxin Gong Zhe Li                         | 3–6, 6–3, [10–8]        |
| 2009 | Pavel Chekhov Alexey Kedryuk          | Pierre-Ludovic Duclos Aisam-ul-Haq Qureshi | 4–6, 6–3, [10–5]        |
| 2008 | Konstantin Kravchuk Łukasz Kubot      | Alexander Krasnorutskiy Vaja Uzakov        | 6–4, 6–1                |
| 2007 | Daniel Brands John Paul Fruttero      | Lukáš Rosol Martin Slanar                  | 7–6(1), 7–5             |
| 2006 | Sanchai Ratiwatana Sonchat Ratiwatana | Alexey Kedryuk Orest Tereshchuk            | 6–7(7), 7–6(3), [14–12] |
| 2005 | Murad Inoyatov Denis Istomin          | Yen-Hsun Lu Danai Udomchoke                | 6–1, 6–3                |
| 2004 | Raven Klaasen Jean-Julien Rojer       | Harsh Mankad Aisam-ul-Haq Qureshi          | 6–3, 6–1                |
| 2003 | Justin Bower Aisam-ul-Haq Qureshi     | Alexey Kedryuk Orest Tereshchuk            | 3–6, 7–6(0), 6–4        |
| 2002 | Rik de Voest Dirk Stegmann            | Tuomas Ketola Aisam-ul-Haq Qureshi         | 6–3, 7–5                |
| 2001 | Rik de Voest Igor Kunitsyn            | Simon Larose Michael Tebbutt               | 6–1, 6–7(4), 6–3        |
| 2000 | Jonathan Erlich Lior Mor              | Daniel Melo Alexandre Simoni               | 6–4, 6–0                |